# Hellmuth Heinze
Hellmuth Heinze (* 22. April 1892 in Leipzig; † 1979) war ein deutscher Altphilologe und Pädagoge.

## Leben
Heinze besuchte von 1903 bis 1912 die Thomasschule und war Mitglied im Thomanerchor. Danach begann er ein Studium der Evangelischen Theologie an der Universität Leipzig. Von 1914 bis 1918 diente er als Unteroffizier im Ersten Weltkrieg. Im Anschluss studierte er Klassische Philologie und legte das Staatsexamen ab.
Im Jahr 1945 wurde er Rektor der reformpädagogischen Gaudigschule in Leipzig. Bereits im selben Jahr übernahm er das Rektorat der Thomasschule und gleichzeitig das Vorsteheramt des Thomanerchores. Heinze unterrichtete Deutsch, Geschichte, Religion und Latein. In seine Amtszeit fiel die Zurückholung des Thomanerchores aus den Landesschule Grimma nach Leipzig. Er war Mitglied der CDU (Kultur- und Schulausschuss) und des FDGB. 1950 verließ der Oberstudiendirektor nach Differenzen zum Regime seine Heimatstadt und emigrierte nach Westdeutschland. Sein Nachfolger wurde der Altphilologe Heinz Nöbert.